# 褐魚鴞

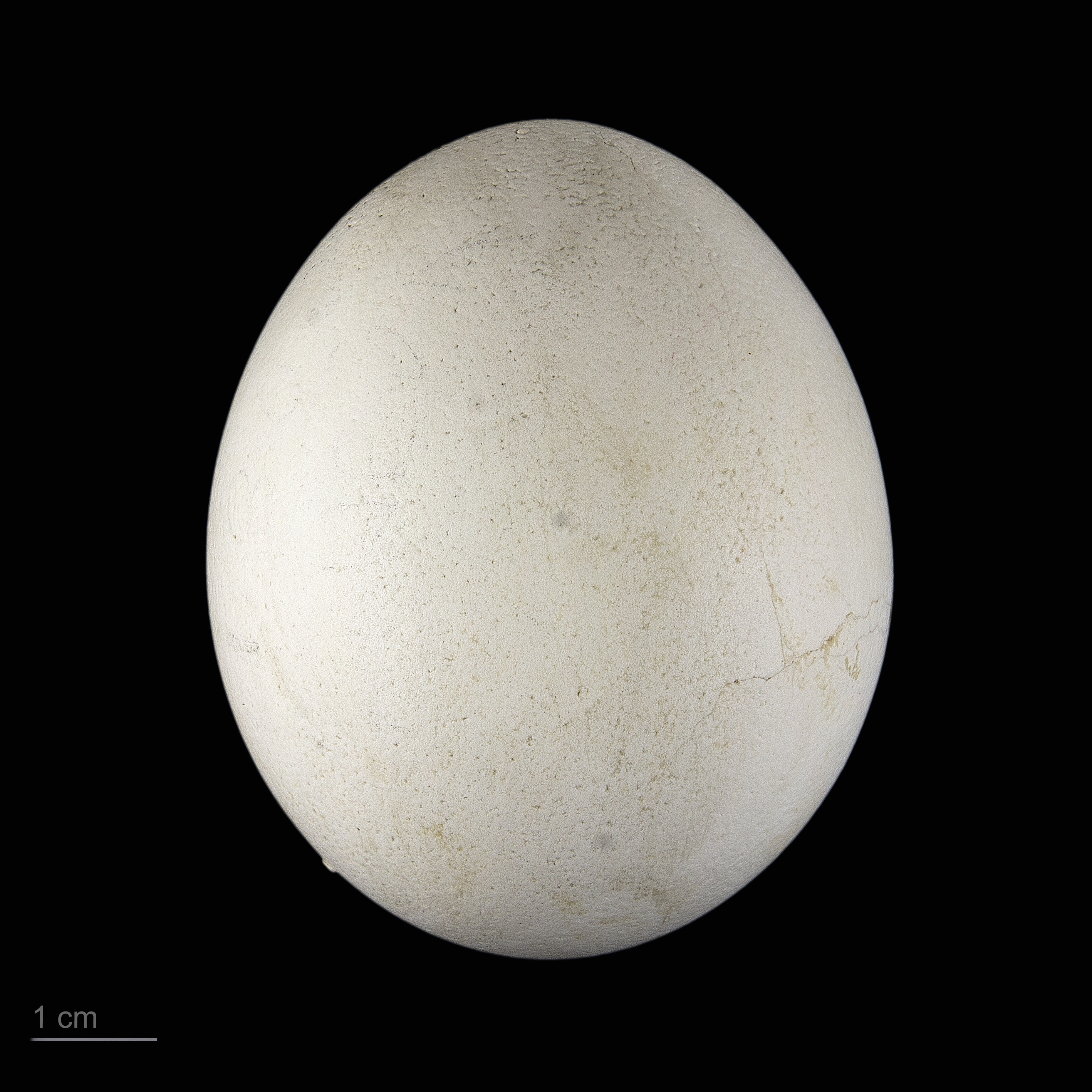
卵 Ketupa zeylonensis

褐魚鴞（學名：Ketupa zeylonensis）是一種貓頭鷹。它們棲息在溫暖的亞熱帶及潮濕熱帶的亞洲大陸及離岸島嶼。
褐魚鴞最初被分類在魚鴞屬中。粒線體DNA細胞色素b序列顯示魚鴞屬未必是正確分類，為了方便所以基於外觀而將它們分到雕鴞屬中。不過根據一些熱帶鷹鴞的研究結果，魚鴞屬可能較為接近雕鴞屬及為一有效的屬。2022年底，世界鳥類名錄中據相關研究將褐魚鴞與部分原雕鸮属下的物種移回渔鸮属內。

## 特徵
褐魚鴞的體型很大，有明顯的耳羽，一般長55厘米及重2-2.5公斤。亞種在體型上所分別，雄鳥比雌鳥細小，最細小的也有50厘米長及重1.1公斤。上身呈赤褐色，滿佈黑色或深褐色的斑紋。下身呈淡黃色至白色，也有深色或淡褐色的斑紋。喉嚨呈白色並十分明顯，面盤卻不明顯。虹膜黃色，腳呈沉黃色，喙深色。雄鳥及雌鳥的顏色接近。

### 亞種
現時接受的褐魚鴞亞種有3-4個，包括：
- K. z. zeylonensis：指名亞種，分佈在斯里蘭卡，體型細小及顏色較深；
- K. z. leschenault：分佈在印度次大陸至緬甸及泰國。可能包含了K. z. orientalis，體型較大及顏色較淺；
- K. z. semenowi：分佈在小亞細亞西南部及黎凡特經美索不達米亞至巴基斯坦。顏色較K. z. leschenault淺色；及
- K. z. orientalis：：分佈在緬甸東北部、越南及中國東南部。可能與K. z. leschenault是同一亞種，但顏色較深。

褐魚鴞可能在史前就已經生存在地中海盆地中部及東部，尤其是在海島之上。更新世晚期的Ketupa insularis一般相信包含了Ophthalmomegas lamarmorae的碎片遺骸，這些遺骸最初與大獼猴（Macaca majori）的化石混在一起而多年沒有被研究。 這些化石骨頭顯示是一隻像斑點雕鴞大小的鳥類，只較褐魚鴞小些許。以雕鴞屬來說，它明顯細小，雙翼的比例也有不同。從另一方面看，其腳骨則較為像雕鴞屬。一些學者認為它是褐魚鴞的古亞種：
- K. z. insularis：最古老的遺骸可以追溯至500萬年前的上新世早期，一般認為它們生存於12萬年前。在末次冰期開始後，它們先從西部消失，而東部的群落可能歸納入了中東的K. z. semenowi內。中新世晚期至上新世早期的"Strix" perpasta似乎並不屬於此林鴞屬，有時更會被包含在B. z. insularis之中。[5][6]

## 生態

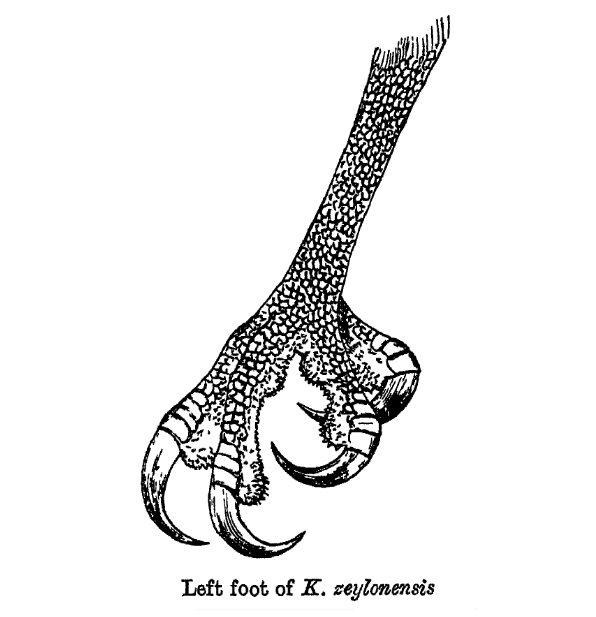
褐魚鴞的腳已適應用來捕魚。

在巴基斯坦經印度至中國南部及東南亞等南亞地區的褐魚鴞全年都是留鳥。在黎凡特北部及小亞細亞西南部的群落主要棲息在低地，由開放的林地至密林也有它們的蹤影。在喜瑪拉雅山山腳的群落棲息在高達海拔1500米的地方。無論在甚至棲息地，它們也很少會遠離水源，如河流及湖泊。
褐魚鴞是夜間活動的。它們主要吃魚類、青蛙及水生的甲殼類。它們很少會吃羊膜動物（尤其是陸生的）。若缺乏食物供應，它們甚至會吃屍體。若B. z. insularis真的是褐魚鴞的古亞種，從其腳像雕鴞屬來看，它們可以是由獵食陸生動物轉而獵食水生生物的。其中一種獵物有可能是意大利鼠兔。
褐魚鴞於11月至3月間繁殖。每次會生1-2隻蛋。鳥巢多是其他鳥類的舊巢，也會在石縫等地方生蛋。孵化期為38日，幼鳥要到星期大才換羽。
國際自然保護聯盟並不認為褐魚鴞受到威脅。棲息地的破壞嚴重影響著它們，而在以色列可能已經滅絕。